# 君の名前を呼んだ後に
「君の名前を呼んだ後に」（きみのなまえをよんだあとに）は、2003年5月21日に発売された槇原敬之の29枚目のシングル。発売元は、ワーナーミュージック・ジャパン。

## 概要
住友生命保険「らぶ30」のコマーシャルソング。MVに松嶋菜々子が出演（CMにも出演）。カップリングは、1996年発表唯一の英語詞アルバム『Ver.1.0E LOVE LETTER FROM THE DIGITAL COWBOY』収録「9xForever」のリミックス。槇原がワーナー復帰以後本シングルにてwea japanのレーベルクレジットが復帰。槇原の作品でこのレーベル表記が表示されるのは、ベスト・アルバム『SMILING3 〜THE BEST OF NORIYUKI MAKIHARA〜』以来。2022年5月18日、槇原敬之の53歳の誕生日当日にワーナー・ミュージックジャパンの公式YouTubeチャンネルで本作のMVが公開された。

## 収録曲
1. 君の名前を呼んだ後に
  - 作詞・作曲・編曲：槇原敬之
2. 9xForever （2003 IIO MIX）
  - 作詞：Brock Walsh／作曲：槇原敬之／編曲：飯尾芳史
3. 君の名前を呼んだ後に（Instrumental）